# Lac de Sabaudia
Le lac de Sabaudia (en italien : Lago di Sabaudia), également connu sous le nom de lac de Paola (en italien : Lago di Paola), est un lac côtier situé dans le centre de l'Italie. Il se trouve dans la commune de Sabaudia, le long de la côte de la mer Tyrrhénienne, et est entièrement situé à l'intérieur des limites du parc national du Circé.
En 1963-1964, le Ponte Giovanni XXIII (it) est construit au-dessus du lac, reliant la dune à la ville de Sabaudia.

## Galerie d'images

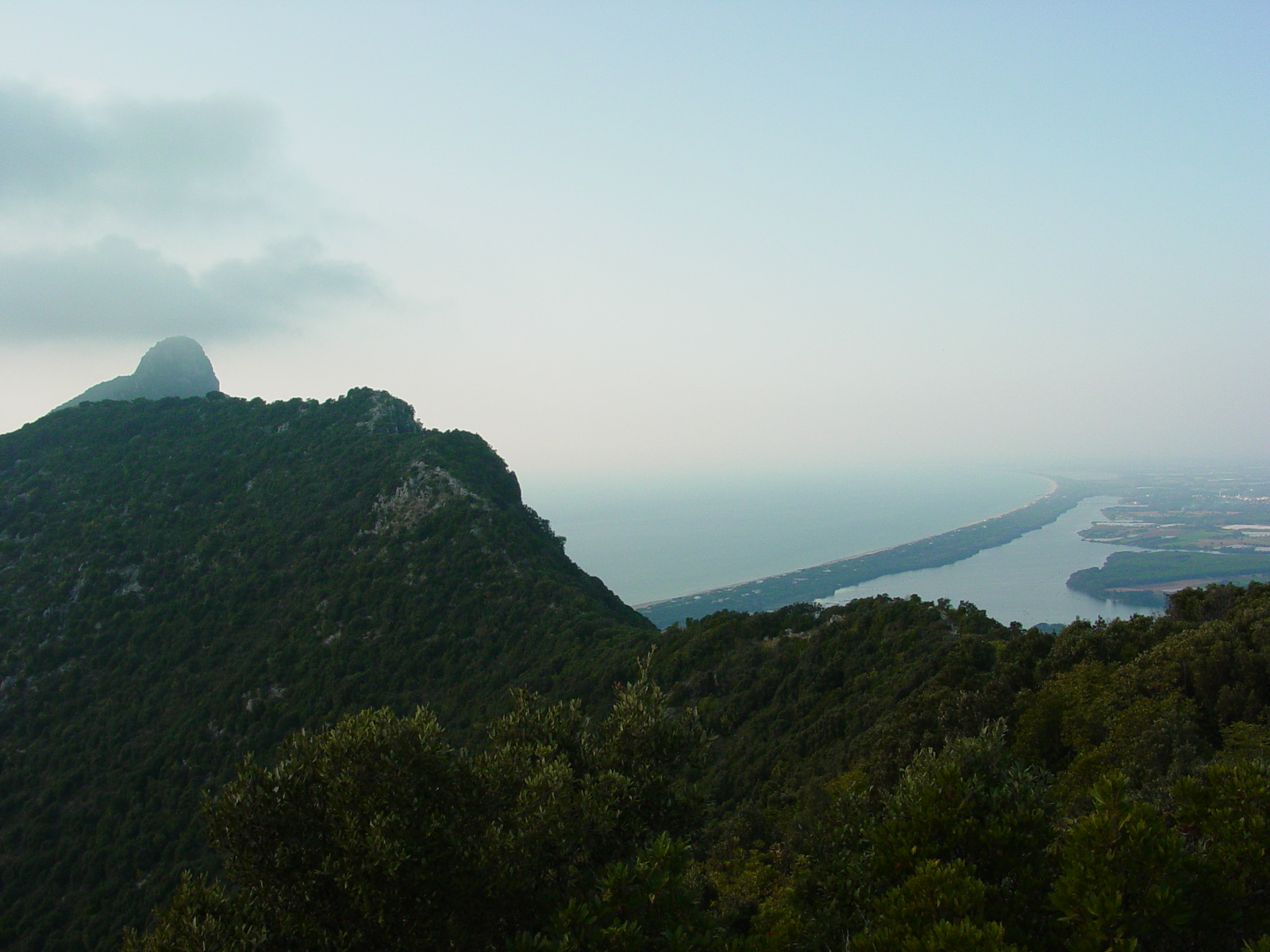
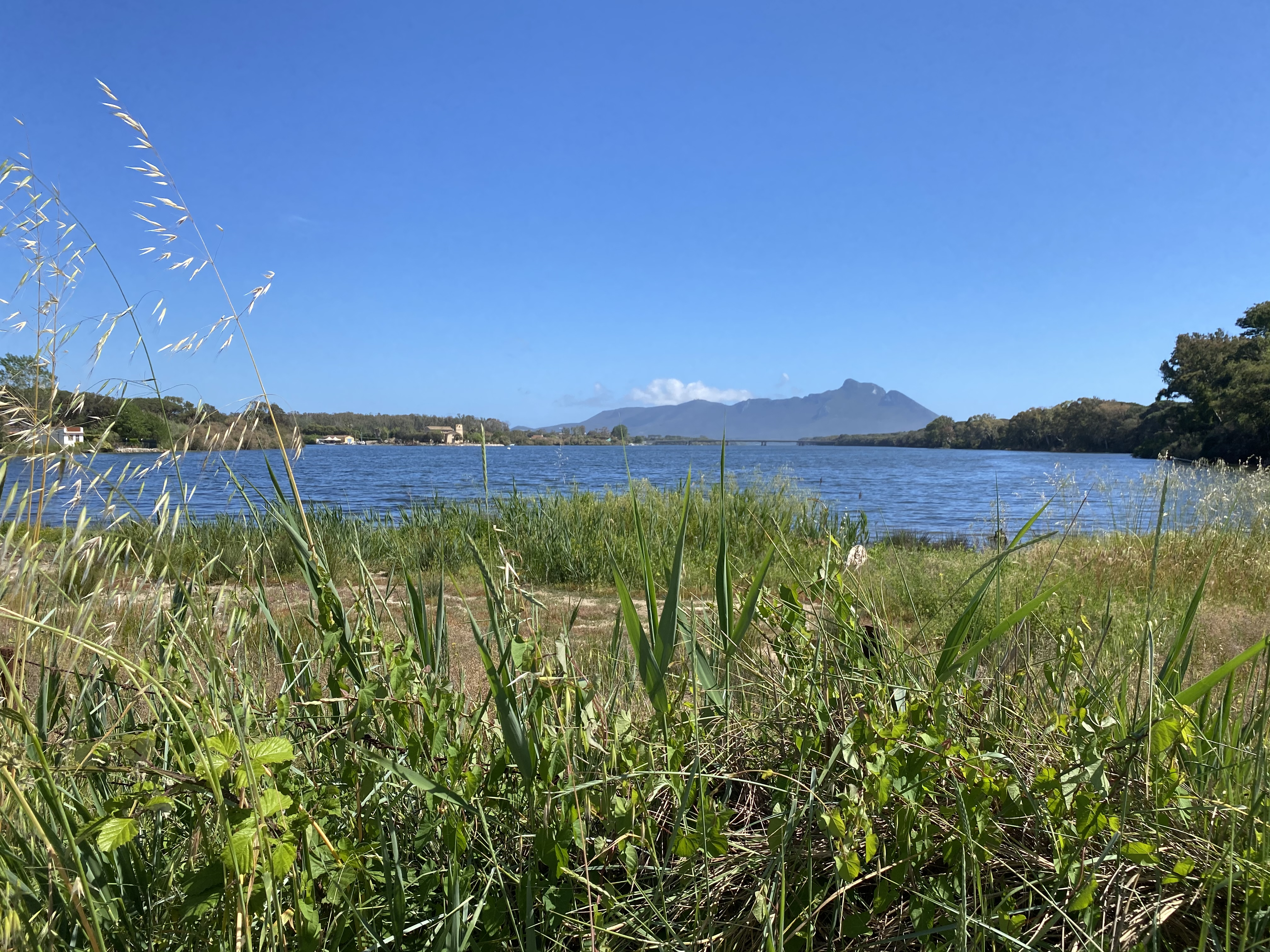
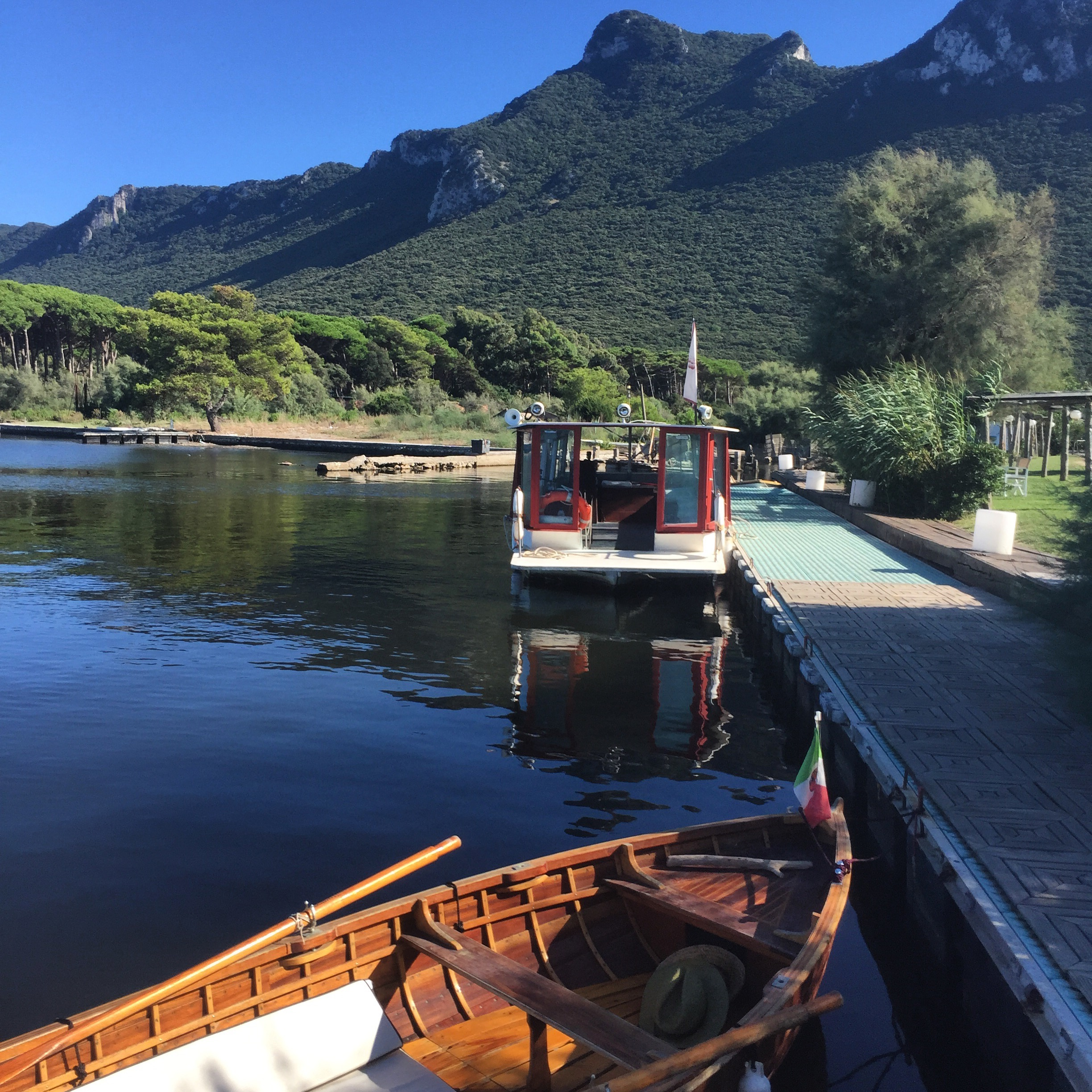